# Megachile fulvimana
Megachile fulvimana là một loài Hymenoptera trong họ Megachilidae. Loài này được Eversmann mô tả khoa học năm 1852.